# Alexandra Ghiță
Alexandra Ghiță este o gimnastă română de talie mondială, componentă a echipei de rezervă a lotului de gimnastică feminină a României la Jocurile Olimpice din anul 2008, care s-a desfășurat în China între 8 august și 31 august 2008.